# Indices (émission de télévision)
Pour les articles homonymes, voir Indice.
Indices est une émission de télévision consacrée aux faits divers, diffusée à partir de 2015 sur Numéro 23, devenue RMC Story depuis le 3 septembre 2018 jusqu'en 2021, puis sur RMC Découverte. Elle est présentée par Élizabeth Tchoungui. Chaque épisode est rediffusé de nombreuses fois dans les saisons suivantes.
Depuis 2023, l'émission est rediffusée sur RTL9 sous le titre Crimes et indices.

## Synopsis
Face à un crime, une seule solution pour les enquêteurs : faire parler les indices. Le crime parfait n'existe pas. Agression, enlèvement, meurtre, le responsable laisse toujours des traces derrière lui, aussi infimes soient-elles. Ces indices, c'est aux enquêteurs de les recueillir et de les faire parler, grâce aux experts de la police technique et scientifique. Un travail de fourmi long et minutieux, essentiel pour faire la lumière sur les affaires les plus complexes. À travers les témoignages d'experts mais aussi de proches des victimes, Indices redéroule le fil d'enquêtes criminelles peu communes, pour que nous puissions enfin comprendre comment elles ont été résolues.

## Liste des épisodes
La programmation de l'émission est reconstituée à partir des informations trouvées sur le site internet de L'Internaute, de Télé Star et de Télérama.
Des informations sont mentionnées dans la colonne « Détails et informations supplémentaires », sauf si l'article correspondant existe.

### Première saison:2015-2016
| Date de diffusion | Titre de l'épisode                                        | Détails et informations supplémentaires | Durée     | Réalisateur                    |
| ----------------- | --------------------------------------------------------- | --- | --------- | ------------------------------ |
| 13 mai 2017       | Piège macabre sur la route : L'affaire Karine Schaaff     | | 57 min    | Xavier Lefebvre Nicolas Bitaud |
| 13 mai 2017       | Passion mortelle à l'hôtel : L'affaire Nathalie Villermet | Forêt de Saint-Nom-la-Bretèche (Yvelines) nuit du 14 au 15 octobre 2010 Nathalie Villermet 46 ans gérante de l'hôtel « Clos des roses » est battue à mort par Patrice Chevalier.          | 57 min    | Xavier Lefebvre Nicolas Bitaud |
| 20 mai 2017       | La tuerie du Grand-Bornand                                | | 1 h 5 min | Xavier Lefebvre Nicolas Bitaud |
| 20 mai 2017       | Dernier tango                                             | Forêt de Rambouillet 10 novembre 2006 Nicole Saada 62 ans professeure de danse de salon est assassinée et dépecée par son ex-compagnon Christian Ximenes.                                 | 1 h 3 min | Xavier Lefebvre Nicolas Bitaud |
| 27 mai 2017       | Voyage de noces fatal                                     | Route de Haute Corse 10 mai 1995 Marc Van Beers 36 ans homme d'affaires de Bruxelles est assassiné à coup de batte de baseball par Peter Uwe Schmitt l'amant de son épouse Aurore Martin. | 1 h 3 min | Xavier Lefebvre Nicolas Bitaud |
| 27 mai 2017       | Rencontre mortelle sur internet                           | 13e arrondissement de Marseille 27 juin 2012 Marina Ciampi 52 ans veuve est tuée chez elle par Abdelkader Amrani « Cruchot » ancien gendarme réserviste.                                  | 1 h 3 min | Xavier Lefebvre Nicolas Bitaud |
| 3 juin 2017       | Pendaison mystérieuse sur la péniche                      | | 1 h       | Xavier Lefebvre Nicolas Bitaud |
| 3 juin 2017       | Le gendarme assassin                                      | Barbezieux (Charente) 26 juin 2012 Claude Tavernier 83 ans retraitée est tuée chez elle par Mathieu Buelens ancien gendarme adjoint.                                                      | 59 min    | Xavier Lefebvre Nicolas Bitaud |
| 10 juin 2017      | Le supplice de la lycéenne                                | | 1 h 2 min | Xavier Lefebvre Nicolas Bitaud |
| 10 juin 2017      | Un bien étrange suicide                                   | | 1 h       | ?                              |

### Deuxième saison:2016-2017
| Date de diffusion | Titre de l'épisode                                                 | Détails et informations supplémentaires | Durée      | Réalisateur                                         |
| ----------------- | ------------------------------------------------------------------ | --- | ---------- | --------------------------------------------------- |
| 12 octobre 2017   | Abattu en plein sommeil : l'affaire Richard Alesssandri            | Pernes-les-Fontaines (Vaucluse) 16 juillet 2000 Richard Alessandri directeur de l'Intermarché est abattu chez lui dans son lit par son épouse Edwige. | 1 h 7 min  | Marion Angelosanto Mathieu Quandalle Nicolas Bitaud |
| 19 octobre 2017   | Une funeste mise en scène : l'affaire Laurence Maille              | Farbus (Pas-de-Calais) novembre 2007 Laurence Maille 36 ans employée de la sécurité sociale de Lens est étranglée et enterrée dans le bois de Vimy par son compagnon John Szablewski. | 1 h 5 min  | Mallet Maud Mathieu Quandalle Nicolas Bitaud        |
| 26 octobre 2017   | Le mystère de la chambre 602                                       | | 1 h 2 min  | Mathieu Quandalle Nicolas Bitaud                    |
| 2 novembre 2017   | Deux accusés pour un meurtre : l'affaire Jennifer Charron          | Saint-Sulpice-de-Royan (Charente-Maritime) 27 avril 2007 Jennifer Charron 21 ans serveuse est violée, tuée et incinérée par Jose Nuno Mendes Abrantes. | 1 h        | Mathieu Quandalle Nicolas Bitaud                    |
| 9 novembre 2017   | Soirée étudiante fatale : l'affaire Stéphane Kameugne              | Châlons-en-Champagne nuit du 7 décembre 2008 ENSAM fête de remise des diplômes, Stéphane Kameugne 24 ans ivre dort dans la bibliothèque. Un agent de sécurité l'interpelle, ils se battent et il est jeté à la porte de l'école. 24 décembre son corps est retrouvé dans le canal de Nau.                                                                                                 | 59 min     | Edwige Poret Nicolas Bitaud Mathieu Quandalle       |
| 16 novembre 2017  | L'assassinat sauvage d'une mère et sa fille : l'affaire d'Amato    | | 1 h 4 min  | Nicolas Bitaud                                      |
| 23 novembre 2017  | Nuit d'horreur au plateau du diable : l'affaire Marie Jeanne Meyer | Tournon-sur-Rhône (Ardèche) nuit du 18 au 19 juin 2011 Marie-Jeanne Meyer 17 ans est tuée et dépecée et incinérée par Anthony Draoui marginal. | 1 h        | Mathieu Quandalle Nicolas Bitaud                    |
| 30 novembre 2017  | Mystérieux meurtre à la ferme                                      | | 1 h 2 min  | Nicolas Bitaud                                      |
| 7 décembre 2017   | La clé de l'énigme : l'affaire Farid Ouzzane                       | Paris juin 2011 Farid Ouzzane 55 ans proxénète est assommé d'un coup de chandelier à la tête et étranglé avec un câble par Laïla « Sabrina » Id Yassine avec la complicité d'Élodie Le Toullec dans le « salon de massage » où elles se prostituent. Elles ligotent son corps et le mettent dans une valise lestée d'haltères. Pierrick, père d'Élodie, la jette dans la rade de Lorient. | 1 h 2 min  | Mathieu Quandalle Nicolas Bitaud                    |
| 14 décembre 2017  | Noël sanglant au bord du lac Léman : l'affaire Légeret             | Vevey 4 janvier 2006 villa des Ruettes dans le sous-sol Marina Studer et Ruth Légeret sont tuées par François fils adoptif de Ruth. | 1 h 10 min | Maud Mallet                                         |

### Troisième saison:2017-2018
| Date de diffusion | Titre de l'épisode                                          | Détails et informations supplémentaires | Durée     | Réalisateur                                             |
| ----------------- | ----------------------------------------------------------- | --- | --------- | ------------------------------------------------------- |
| 22 mars 2018      | Le calvaire de l'étudiante : l'affaire Audrey Jouannet      | | 1 h 1 min | Maud Mallet                                             |
| 22 mars 2018      | Le couple empoisonné : l'affaire Labrell                    | Thann (Haut-Rhin) nuit du 9 au 10 octobre 2001 Gabrielle Labrell 64 ans et son époux Pierre 66 ans commercial retraité meurent 3 jours après voir été empoisonnés à l'arsenic dans des bibalakas par leurs fils Arnaud. | 58 min    | Sophie Cambier                                          |
| 29 mars 2018      | Guet-apens fatal pour la joggeuse : l'affaire Crémel        | | 1 h 3 min | Maud Mallet                                             |
| 5 avril 2018      | Le supplice de l'architecte : l'affaire Willy Pomonti       | | 1 h       | Julien Mas Xavier Lefebvre Jérôme Krumenacker           |
| 12 avril 2018     | Le trio meurtrier : l'affaire Christophe Lejard             | | 1 h 2 min | Marion Wegrowe Krumenacker Jérôme Xavier Lefebvre       |
| 19 avril 2018     | Disparition sur la côte d'émeraude : l'affaire Adeline Piet | La Gouesnière (Ille-et-Vilaine) dans la nuit du 1er au 2 juillet 2006 Adeline Piet 34 ans est tuée par son époux Benoit.                                                                                                | 1 h 3 min | Julia Durrande Xavier Lefebvre Jérôme Krumenacker       |
| 26 avril 2018     | L'ange et le démon : l'affaire Priscillia Ciatti            | Les Écrennes (Seine-et-Marne) 8 février 2001 Priscilla Sciatti 14 ans est assassinée de 60 coups de couteau par Didier Leroux boulanger.                                                                                | 1 h 2 min | Pierre Chabert Xavier Lefebvre Jérôme Krumenacker       |
| 3 mai 2018        | Teknival mortel en Bretagne : l'affaire Mathilde Croguennec | | 1 h 2 min | Cecilia Bernard Xavier Lefebvre Jérôme Krumenacker      |
| 10 mai 2018       | Le comptable assassiné : l'affaire Jean Raymond Blatti      | 22 mars 2002 près de Genève Jean-Raymond Blatti 45 ans comptable est assassiné dans l'entreprise où il travaille poignardé par son collègue Denis Lemasson.                                                             | 1 h 2 min | Marion Angelosanto Xavier Lefebvre Jérôme Krumenacker   |
| 10 mai 2018       | Le duo diabolique : l'affaire Laurence Dromard              | Saint-Martin-d'Ablois (Marne) 15 juillet 2010 Laurence Dromard coiffeuse 43 ans est tuée à coups de batte de baseball par son époux Sylvain.                                                                            | 1 h 3 min | Marion Angelosanto Mathieu Quandalle Jérôme Krumenacker |

### Quatrième saison:2018-2019
| Date de diffusion | Titre de l'épisode                                             | Détails et informations supplémentaires | Durée     | Réalisateur                                     |
| ----------------- | -------------------------------------------------------------- | --- | --------- | ----------------------------------------------- |
| 6 décembre 2018   | Mystérieuses disparitions à Paris : l'affaire Christelle Leroy | | 1 h 2 min | Julien Mas Xavier Lefebvre Jérôme Krumenacker   |
| 6 décembre 2018   | Une étrange pendaison : l'affaire Chantal Ternik               | Sanary-sur-Mer (Var) 3 avril 2003 Chantal Ternik dépressive se pend chez elle. | 1 h 3 min | Lise David Mathieu Quandalle Jérôme Krumenacker |
| 13 décembre 2018  | Piège meurtrier dans la forêt : l'affaire Christophe Belle     | | 1 h 1 min | Mathieu Quandalle Jérôme Krumenacker            |
| 13 décembre 2018  | Victimes d'un sadique : l'affaire des noyées de l'Ourcq        | | 1 h 5 min | Mathieu Quandalle Jérôme Krumenacker            |
| 20 décembre 2018  | Les amants assassins : l'affaire Anne Barbot                   | | 1 h 4 min | Mathieu Quandalle                               |
| 20 décembre 2018  | Seul l'ADN parlera : l'affaire Angélique Dumetz                | Forêt de Compiègne (Oise) 13 octobre 1996 Angélique Dumetz 19 ans étudiante est violée et tuée à coups de couteau par José Mendes Furtado maçon. 8 mars 2011 il se suicide. | 1 h 4 min | Xavier Lefebvre Jérôme Krumenacker              |
| 3 janvier 2019    | À la poursuite de SK1 : l'affaire Guy Georges                  | | 1h24      | Jérôme Krumenacker                              |
| 3 janvier 2019    | Guet-apens mortel pour l'architecte : l'affaire Akira Ojima    | Nanterre (Hauts-de-Seine) 9 mars 1998 Akira Ojima japonais architecte d'intérieur administrateur de biens 57 ans est enlevé, séquestré et torturé dans un pavillon. 11 mars il est exécuté d'une balle de calibre 22 dans la nuque, un sac en plastique sur la tête, replié en position fœtale et mis dans le congélateur au sous-sol par Jean-Pierre « Caroll » Reyn-Ould « le samouraï blanc ». Prison de Fleury-Mérogis 9 août 1998 Reyn-Ould se pend dans sa cellule. | 1 h 2 min | Xavier Lefebvre Jérôme Krumenacker              |
| 3 février 2019    | Massacrés pour un faux trésor : l'affaire Troadec              | | 1 h 3 min | Cecilia Bernard                                 |
| 3 février 2019    | Triple exécution en pleine rue : l'affaire de Visé             | Visé (Belgique) 18 avril 2014 Carol Haid 38 ans son époux Benoît Philippens 36 ans banquiers et Esteban Counet filleul de Carol 9 ans sont abattus dans la rue devant chez eux par Amédeo Troiano. | 1 h       | Sophie Cambier                                  |

### Cinquième saison:2019-2020
| Date de diffusion | Titre de l'épisode                                        | Détails et informations supplémentaires | Durée      | Réalisateur        |
| ----------------- | --------------------------------------------------------- | --- | ---------- | ------------------ |
| 10 octobre 2019   | Brûlée vive et rescapée : l'affaire Émilie Godest         | Val-d'Oise 9 novembre 2007 23h sur une route départementale non éclairée Johann Boucher 23 ans imprimeur conduit sa voiture. Sa compagne Émilie Godest 20 ans est à la place passager. Juste avant, il a acheté une bouteille d'alcool à brûler et une bouteille de White spirit. Il projette sa voiture contre un arbre sur le bas-côté. Johann est indemne, Émilie est assommée par le choc. Il asperge Émilie avec le contenu des bouteilles, l'enflamme et sort de la voiture. Émilie reprend conscience et sort de la voiture gravement brûlée. | 1 h 3 min  | Anne-Laure Larget  |
| 10 octobre 2019   | Une inquiétante disparition : l'affaire Françoise Desnoue | Bourogne (Territoire de Belfort), nuit du 27 au 28 août 2013, Françoise Saffer, 56 ans, est tuée par son mari Éric Desnoue, chauffeur routier. | 1 h 6 min  | Bérengère Weiss    |
| 17 octobre 2019   | Richesse mortelle : l'affaire Jean-Jacques Le Page        | Plougonvelin (Finistère) nuit du 23 au 24 juillet 2009 lieu-dit Treiz-Hir Jean-Jacques Le Page 68 ans audioprothésiste retraité est poignardé et abattu dans sa maison incendiée par Laëtitia « Lola » Monier call-girl alcoolique toxicomane. | 1 h 6 min  | Cecilia Bernard    |
| 17 octobre 2019   | Enlèvement fatal : l'affaire Évelyne Boucher              | | 1 h 3 min  | Lauriane Dervault  |
| 24 octobre 2019   | La chapelle sanglante : l'affaire Céline Marchand         | Les Sorinières (Loire-Atlantique) 20 mars 2015 manoir de la Chatterie Céline Sablé-Marchand 40 ans est tuée à coups de pelle par son époux Yann. | 57 min     | Sophie Tsytsura    |
| 24 octobre 2019   | Jalousie meurtrière : l'affaire Josiane Bézard            | Sainte-Tulle (Alpes-de-Haute-Provence) 9 janvier 2014 Josiane Amoureux-Bézard 53 ans est tuée par son mari Philippe. | 1 h 5 min  | Alyssa Makni       |
| 31 octobre 2019   | Mystérieuse agression : l'affaire Sylvie Darcy            | Saint-Lambert-des-Bois (Yvelines) février 2012 Sylvie Darcy 48 ans informaticienne est abattue par son mari François et incinérée dans sa voiture. | 1 h 6 min  | Marion Angelosanto |
| 31 octobre 2019   | Rendez-vous meurtrier : l'affaire Notthoff                | | 1 h        | Bérengère Weiss    |
| 7 novembre 2019   | Manipulation fatale : l'affaire Thévenet                  | Julien Thévenet, sergent à la base aérienne 113 de Saint-Dizier, est assassiné chez lui le 24 janvier 2014 par Sébastien Chantereau, amant de Sophie, l'épouse de Julien et la commanditaire. | 1 h 4 min  | William Gay        |
| 7 novembre 2019   | Dispute mortelle : l'affaire Raphaël Lomoro               | 15 décembre 2006 Raphaël Lomoro 47 ans est abattu et incinéré par son épouse Simone et sa fille Sandie. | 1 h 11 min | Cyrielle Galliot   |

### Sixième saison:2020-2021
| Date de diffusion | Titre de l'épisode                                           | Détails et informations supplémentaires | Durée  | Réalisateur |
| ----------------- | ------------------------------------------------------------ | --- | ------ | ----------- |
| 19 novembre 2020  | La petite martyre de l'A10 : l'affaire Inass Touloub         | Inass Touloub, 4 ans est tuée par ses parents Ahmed et Halima. Son cadavre est découvert le 11 août 1987 près de Blois, derrière une glissière de sécurité de l'autoroute A10. Ses parents sont identifiés par leur ADN. Ils sont interpellés en juin 2018.                                                                                                 | 54 min | ?           |
| 19 novembre 2020  | Quatre amants pour un crime : l'affaire Joël Deprez          | Éragny (Val-d'Oise) 21 janvier 2000 dans une forêt le long du chemin de halage au bord de l'Oise Joël Deprez 38 ans déménageur et agent de sécurité est drogué au Lexomil et brûlé vif par William Leguillon et Stéphane Hesry amants commandités par Nathalie épouse de Joël avec la complicité de Sandrine épouse de Stéphane.                            | 54 min | ?           |
| 26 novembre 2020  | L'ombre d'un tueur en série : l'affaire Sophie Le Tan        | | ?      | ?           |
| 26 novembre 2020  | Poignardée dans son lit : l'affaire Maureen Jacquier         | Toulouse (Haute-Garonne) Maureen Jacquier 19 ans, mécanicienne à Airbus, est poignardée de 63 coups de couteau, dans sa chambre, dans son studio, par Sylvain Boulais son ami et collègue. | ?      | ?           |
| 3 décembre 2020   | Deux femmes massacrées : l'affaire du tueur de la Somme      | | ?      | ?           |
| 10 décembre 2020  | Abattue à bout portant : l'affaire Aurélie Barbot            | Val-d'Izé (Ille-et-Vilaine) 20 décembre 2012 Aurélie Barbot, 29 ans, est abattue à bout portant d'une balle dans le visage à la porte de sa cuisine par son ex-mari Sébastien Beaugendre. | ?      | ?           |
| 17 décembre 2020  | La disparue de Nancy : l'affaire Julie Martin                | 2014, Hafid Mallouk tue sa compagne Julie Martin, 33 ans, infirmière, et incendie son cadavre dans une forêt. | ?      | ?           |
| 24 décembre 2020  | Un étrange cambriolage meurtrier : l'affaire Isabelle Mosser | Illfurth (Haut-Rhin) 12 septembre 2013 Isabelle Mosser 41 ans est poignardée chez elle par son mari Éric chauffagiste. | ?      | ?           |
| 31 décembre 2020  | La ferme de l'étrange : l'affaire Anaïs Guillaume            | Blagny (Ardennes) 16 avril 2013 Anaïs Guillaume, 21 ans, est tuée par Philippe Gillet, son employeur et amant agriculteur. | ?      | ?           |
| 7 janvier 2021    | Un cadavre dans le cimetière : l'affaire Frédéric Butanowicz | Octobre 2011 Frédéric Butanowicz 36 ans divorcé ex-policier devenu chauffeur-routier est étranglé avec une écharpe par sa compagne Véronique Lardé. Courcelles-le-Comte (Pas-de-Calais) 9 novembre son cadavre est découvert nu en position fœtale dans un champ près du cimetière. Prison de Sequedin (Nord) 25 Octobre 2016 elle se pend dans sa cellule. | ?      | ?           |